# (34610) 2000 UV9
2000 UV9 (asteroide 34610) é um asteroide da cintura principal. Possui uma excentricidade de 0.05040260 e uma inclinação de 10.51529º.
Este asteroide foi descoberto no dia 24 de outubro de 2000 por LINEAR em Socorro.